# Furacão Ismael

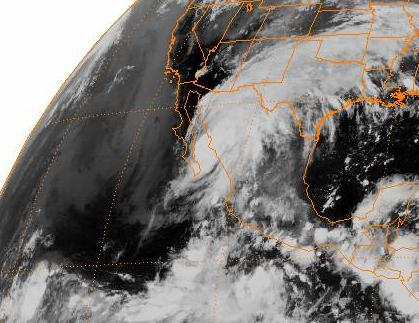
Furacão Ismael próximo do landfall

Furacão Ismael foi um fraco Furacão do Pacífico que matou mais de cem pessoas no norte do México em setembro na temporada de furacões do Pacífico em 1995. Ele se desenvolveu a partir de uma profunda área de convecção em 12 de setembro, e ganhou força movendo-se de norte a noroeste. Ismael ganhou o status de furacão em 14 de setembro quando foi localizado à 210 milhas (340 km) da  costa do México. Ele continuou para o norte e após passar próximo da Baixa California Sul fez uma landfall em Topolobampo no estado deSinaloa com ventos de 80 mph (130 km/h). Ismael rapidamente enfraqueceu sobre o continente, e se dissipou em 16 de setembro sobre o noroeste do México. Os ventos que restaram passaram pelos Estados Unidos e se estenderam para o leste até os estados da região Mid-Atlantic.
No mar, o Ismael produziu ondas de 30 pés (9m) de altura. Centenas de pescadores foram surpreendidos pelo furacão, que esperavam ondas mais suaves, o que resultou em 52 barcos danificados e 57 pescadores mortos. Em terra,o Ismael causou 59 mortes na capital México e resultou em $26 milhões em prejuízo (1995USD, $34.4 milhões 2006USD). o furacão destruiu centenas de casas, deixando 30.000 pessoas desabrigadas. O reflexo da tempestade entrou pelos Estados Unidos, causando fortes chuvas e danos no sudeste do Novo México.

## Histórico Meteorológico
Uma área de convecção desorganizada se formou há aproximadamente 170 milhas (270 km) da costa do sul de Guatemala em 9 setembro. Movendo-se de oeste para noroeste e após três dias sem uma organização adicional, desenvolveu-se próximo à costa sudoeste do México. O sistema organizou-se rapidamente, de acordo com a técnica de Dvorak que começou mais tarde esse dia. A borda convectiva tornou-se maior, e mais tarde em 12 de setembro tornou-se uma Depressão Tropical Dez, localizada aproximadamente à 350 milhas (560 km) a sul-sudoeste de Manzanillo, Colima. A depressão moveu-se para noroeste e, tendo um aumento na convecção,  transformou-se na Tempestade Tropical Ismael em 13 de setembro.
Uma vez atingido o status de tempestade tropical, o Ismael direcionou-se  para uma área de temperatura de águas quentes subindo de nível. Inicialmente, a tempestade moveu-se para o noroeste, embora tendo interagido num ponto baixo sobre a Península da Baixa California, o Ismael gradualmente se dirigiu para o norte. Tal mudança no movimento não foi prevista operacionalmente, embora percebessem instabilidade na trilha de Ismael. Fortalecido, Ismael move-se em direção ao norte, embora não tenha se organizado significativamente; em 14 de setembro, seu centro permaneceu indefinido, apesar de ventos de 70 milhas/hora (110 km/h). Entretanto, a saída permanece bem organizada e sobre águas mornas. Ismael tornou-se mais organizado e depois em 14 de setembro foi promovido a furacão enquanto localizava-se a 210 milhas (340 km) oeste-sudeste de  Puerto Vallarta.
Ismael rapidamente desenvolveu um olho mal definido, e seis horas depois se torna um furacão alcançando   intensidade máxima de 80 milhas/hora (130 km/h). Elevando seu nível de médio a alto, tendo o cavado nivelado a oeste e a crista a leste, Ismael acelerou enquanto se moveu de oeste para o norte.
Mais tarde em 14 de setembro, Ismael passou a 65 milhas (100 km) a leste de Cabo San Lucas. O furacão manteve sua intensidade e continuou em direção ao norte, fazendo landfall em Topolobampo no estado de Sinaloa em 15 de setembro. Ismael rapidamente perdeu força quando atravessou o relevo alto da Sierra Madre Ocidental, dissipando-se em 16 de setembro cerca de 55 milhas (95 km) ao sul da costa do México/Estados Unidos. Os vestígios de Ismael continuaram em direção ao norte, e a humidade da tempestade se estendeu do sudoeste dos Estados Unidos até o leste dos estados Mid-Atlantic.

## Preparativos
Inicialmente, a previsão foi que o furacão Ismael permanecesse sobre o Oceano Pacífico. Apesar disso, quando um movimento para o norte se tornou aparente, o governo do México emitiu um aviso de tempestade tropical de Manzanillo, Colima a Cabo Corrientes, e para as Islas Marias. Logo após, o aviso se estendeu a Los Mochis e foi emitido para o leste da costa da Baixa California Sul ao sul de 25º N. Dez horas antes do Ismael fazer seu landfall final, o governo mexicano emitiu um aviso de furacão de Mazatlan a Los Mochis. Antes da chegada do furacão, 1.572 pessoas foram evacuadas para cinco abrigos da emergência.

## Impacto

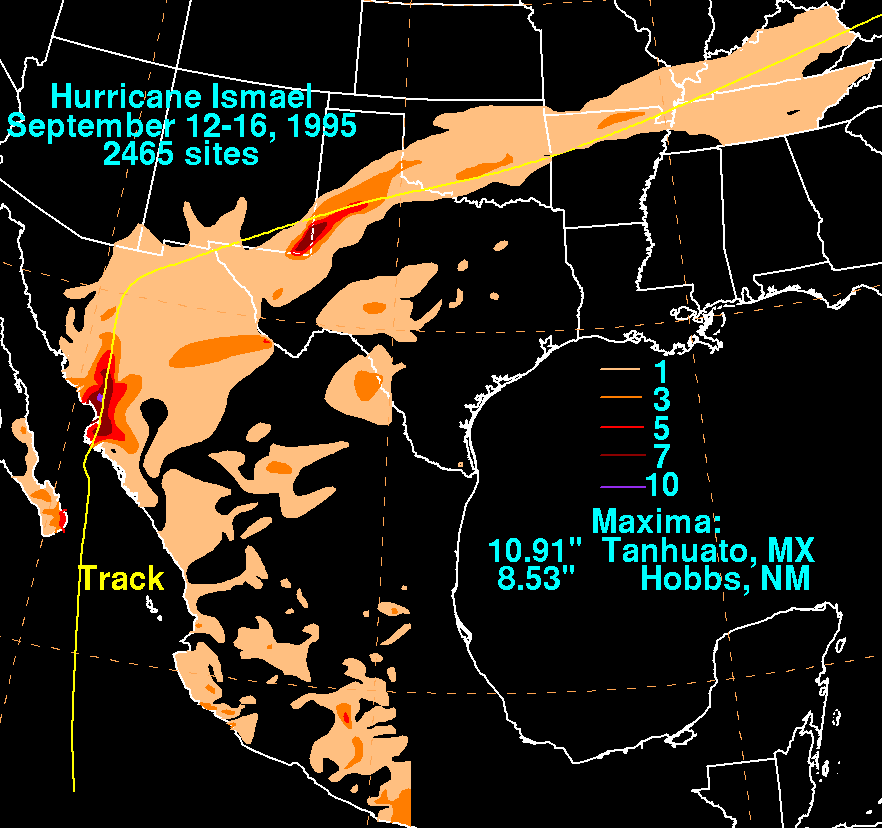
Rainfall de Ismael

O furacão Ismael produziu ondas de 30 pés (9m) no Golfo da Califórnia e nas águas costeiras do Mexico. O furacão, que de acordo com a previsão moveria-se lentamente, causou a morte de centenas de pescadores mal preparados devido às comunicações deficientes entre os barcos e as autoridades do porto. Como resultado, 52 barcos foram danificados e 20 afundaram. 57 pescadores morreram no mar,. Aproximadamente 150 pescadores sobreviveram à tempestade aguardando em ilhas, bancos de areias, ou barcos de pesca avariados. Equipes de resgate da Marinha e outros pescadores procuraram sobreviventes e vítimas da tempestade por dias pela costa mexicana.
Enquanto se movia pelo noroeste do Mexico, o furacão Ismael desencadeou uma chuva pesada com recorde de 7.76 polegadas (197mm) em Sinaloa, resultando numa inundação de 4 municípios. Em um dos municípios, a passagem do furacão destruiu 373 casas de barcos e danificou outras 4.790. A passagem do furacão deixou 177 casas sem água potável e 4 municípios sem energia elétrica.
o prejuízo foi maior onde o furacão fez landfall. Em Los Mochis, os ventos de Ismael puseram abaixo casas e postes telefônicos, embora nenhuma morte tenha sido relatada, 59 pessoas morreram em Sinaloa.
Ismael produziu chuva forte ao norte, alcançando 10.9 polegadas (276mm) em Sonora. Uma severa inundação foi verificada em Huatabampo. O furacão afetou diretamente 24.111 pessoas em 8 municípios. Através de Sonora, os ventos fortes destruíram 4.728 casas e arrancou telhados de outras 6.827. O furacão também destruiu 107 escolas e 2 centros de saúde no estado. A passagem do furacão Ismael danificou as linhas e os cabos de alta tensão, causando interrupções no sistema de comunicação. O furacão também danificou 2.16 milhas (3.481 km) de estradas de cascalho e cerca de 100 milhas (165 km) de rodovias pavimentadas. 250 pessoas perderam seus empregos em Sonora devido ao barcos pesqueiros afundados ou danificados. Cerca de 83 milhas quadradas (215 km²) de colheitas foram impactadas. O prejuízo em Sonora atingiu $8.6 milhões (1995USD, $50million 1995 pesos mexicanos, $11.4 mihões 2006USD).
No México, o furacão deixou 30.000 pessoas desabrigadas. Incluindo vítimas perto da costa, Ismael causou pelo menos 116 mortes e o prejuízo total foi de $26 milhões (1995USD, $197 milhões 1995 pesos mexicanos, $34.4 milhões 2006USD).
A humidade remanescente de Ismael estendeu-se pelo sudoeste do Arizona e pelo sul do Novo México. A tempestade caiu com grande precipitação próximo do  Novo México/costa do Texas, com pico de 8.53 polegadas (217mm) em Hobbs, Novo Mexico. Fontes não oficiais estimaram mais de 10 polegadas (250mm). A chuvarada deixou estradas e prédios inundados. Várias rodovias e estradas foram fechadas devido a crateras que surgiram. O prejuízo totalizou $250,000 (1995 USD) no Novo México. Em Lubbock, Texas, a chuva se transformou em inundação rapidamente, fechando muitas estradas e cruzamentos. Os resquícios de Ismael produziram mais 3 polegadas (76mm) de chuva no sudoeste de Oklahoma e norte do Arkansas, com sua umidade se estendendo a leste através dos estados do Mid-Atlantic.

## Consequências
Após a passagem do furacão, equipes de emergência rapidamente repararam a rede de comunicação, e outras equipes distribuíram ajuda às vítimas em Sonora. O governo mexicano disponibilizou cerca de $4.5 milhões (1995USD, $34 milhões 1995 pesos mexicanos, $5.9 milhões 2006 USD) e fundos para restauração das casas e infra-estrutura geral. Oficiais distribuíram 4.800 sheets, 500 cushions, and 1,500 blankets to hurricane victims. All sunken ships and drowned bodies were ultimately recovered by divers.
Devido aos prejuízos e mortes, a Organização Meteorológica Mundial aposentou o nome Ismael e incluiu Israel, outro nome espanhol começando pela letra "I" que foi ajustado para ser usado na temporada de 2001 de furacões do Pacífico. Durante a temporada de 2001, um repórter de Israel se sentiu ofendido com a escolha do nome, e o presidente da Liga Antidifamação foi insensível ao apelo. Centenas de pessoas enviaram e-mails ou telefonaram para Centro Nacional de Furacões, e como resultado Max Mayfield reuniu os membros da Organização Meteorológica Mundial. O nome Israel foi substituído por Ivo durante a temporada.

## Leia também
- Lista de furacões do Pacífico (em inglês)
- Lista de nomes aposentados de furacões do Pacífico (em inglês)